# Joseph de Jussieu
Joseph de Jussieu (Lió, 3 de setembre de 1704 - París, 11 d'abril de 1779) va ser un botànic francès.
Germà de Bernard i d'Antoine de Jussieu, va estudiar Medicina i Ciències naturals a Lió. Va acompanyar, en qualitat de botànic, a de La Condamine, que va dirigir una expedició encarregada de mesurar al Perú l'arc de meridià. Contràriament als altres membres d'aquesta expedició, roman a Amèrica del Sud a fi de continuar els seus estudis naturalistes, durant 36 anys.
El 1758, és elegit i admès en l'Acadèmia de les Ciències de París.
Joseph de Jussieu torna, molt malalt a França el 1771, morint alguns anys després sense disposar del temps per escriure les seves memòries. Lamentablement es perd una gran part dels seus manuscrits i de les seves col·leccions, però va enriquir considerablement els herbaris del rei, avui conservats al Museu nacional d'història natural de París.
Va ser introductor del heliotropi del Perú: Heliotropium peruvianum; i va contribuir granment al coneixement dels arbres de la quina, arbres dels que se n'extreu la quinina.

## Obra
- Quaestio medica … An in reactionis actionisque aequalitate, oeconomia animalis? 1733 - Dissertació sota Paul-Jacques Malouin (1701–1778)

- Description de l'arbre à quinquina : mémoire inédit de Joseph de Jussieu. 1936 - va traduir del llatí per Pancier.

## Honors

### Eponímia
- (Onagraceae) Jussiaea L.[1]